# マリア・ヴィーク
マリア・ヴィーク（Maria Catharina Wiik、1853年8月3日 - 1928年6月19日）は、フィンランドの女性画家である。静物画や風俗画、風景画、肖像画を描いた。

## 略歴
ヘルシンキで、建築家のエリック・ヨハン・ヴィー(Erik Johan Wik (or Wiik): 1804–1876)の娘に生まれた。スウェーデン語で養育を行う学校で学んだ後1874年からヘルシンキの美術アカデミーで学んだ。1875年にパリに出て、当時パリで女性が美術教育を受けることのできた私立の美術学校アカデミー・ジュリアンに入学し、トニ・ロベール＝フルーリーに学んだ。1878年には優秀な生徒に与えられるアカデミーのメダルを授与された。その年、短期間、帰国しフィンランド美術協会の展覧会に5点の作品を出展し、美術評論家から賛辞を得た。 秋にはパリに戻り、アカデミー・ジュリアンでの修行を続け、ノルマンディーも訪れた。1880年から1881 年をフィンランドで過ごし、美術協会の絵画学校で教え、学生には風景画家のトゥーレ・サンデル(Thure Sundell: 1864-1924)もいた。
1881 年の秋、再びパリに戻り、パリにスタジオを借りた。1882年にパリのサロンに風俗画と姉の肖像画を出展した。しばらくの間、フィンランドの女性画家ヘレン・シャルフベック(1862-1946)とスタジオを共有した。1883年には、シャルフベックとブルターニュへ旅し作品を描いた。ポン＝タヴァンで描かれた作品は1884年のパリのサロンに出展し、フィンランド美術協会が毎年開催する若手画家の絵画コンクールで賞を受賞した。この頃、イギリスも訪れた。1885年には当時フィンランド大公でもあったロシア皇帝のアレクサンドル3世のフィンランド訪問に合わせて開かれた美術展に多くの油絵を出展した。
1889年にもフランスで活動し、ピエール・ピュヴィス・ド・シャヴァンヌの指導を受け、ヘレン・シャルフベックとエイダ・ティレン(Ada Thilén: 1852–1933)と活動した。同年シャルフベックとサンクトペテルブルクへ旅した。 
1900年のパリ万国博覧会の展覧会で銅メダルを受賞した。
1905年に最後にパリを訪れた後、スウェーデンやノルウェー、スイスの保養地に短期間滞在する他はヘルシンキで過ごした。肖像画に専念し、フィンランド美術協会とフィンランド芸術家組合の理事を務めた。晩年は視力が衰え、1925年に目の手術を受けた。手術の後、転落事故で片足を骨折し、回復することはなく、寝たきりになり、1928年にヘルシンキで74歳で亡くなった。

## 作品

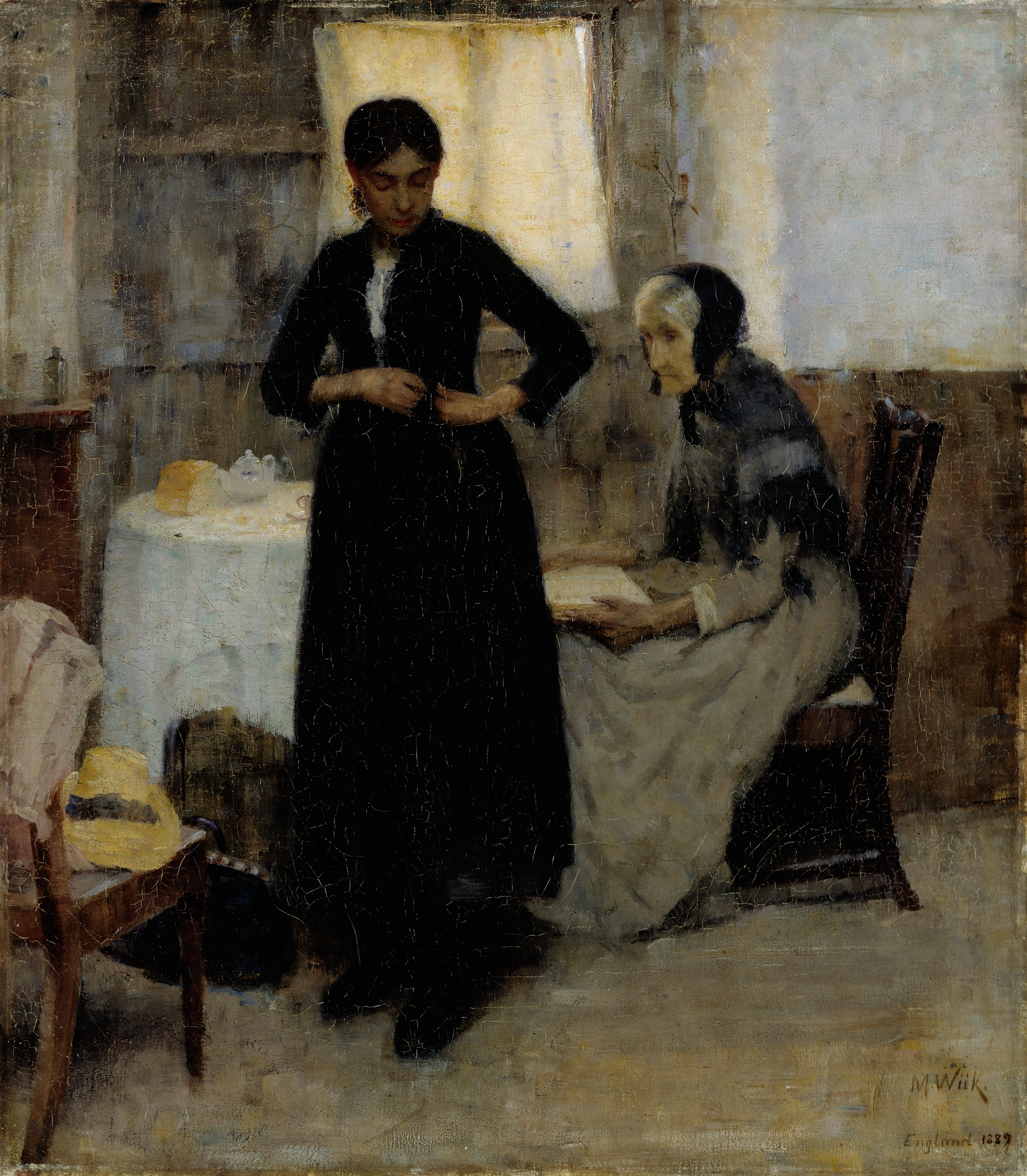
"Out into the World" (1889) フィンランド国立美術館
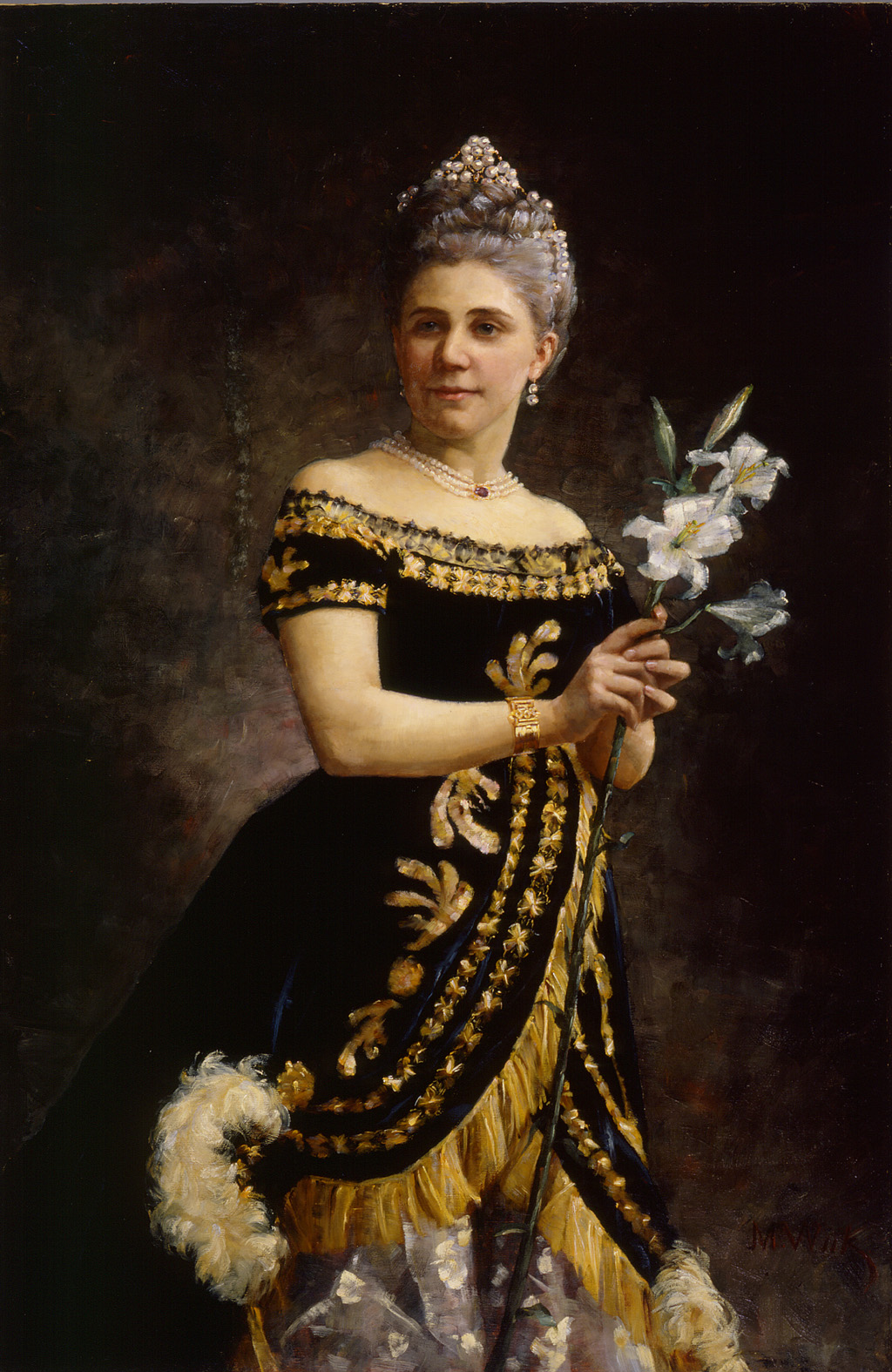
オペラ歌手 Ida Basilier (1887) アテネウム美術館
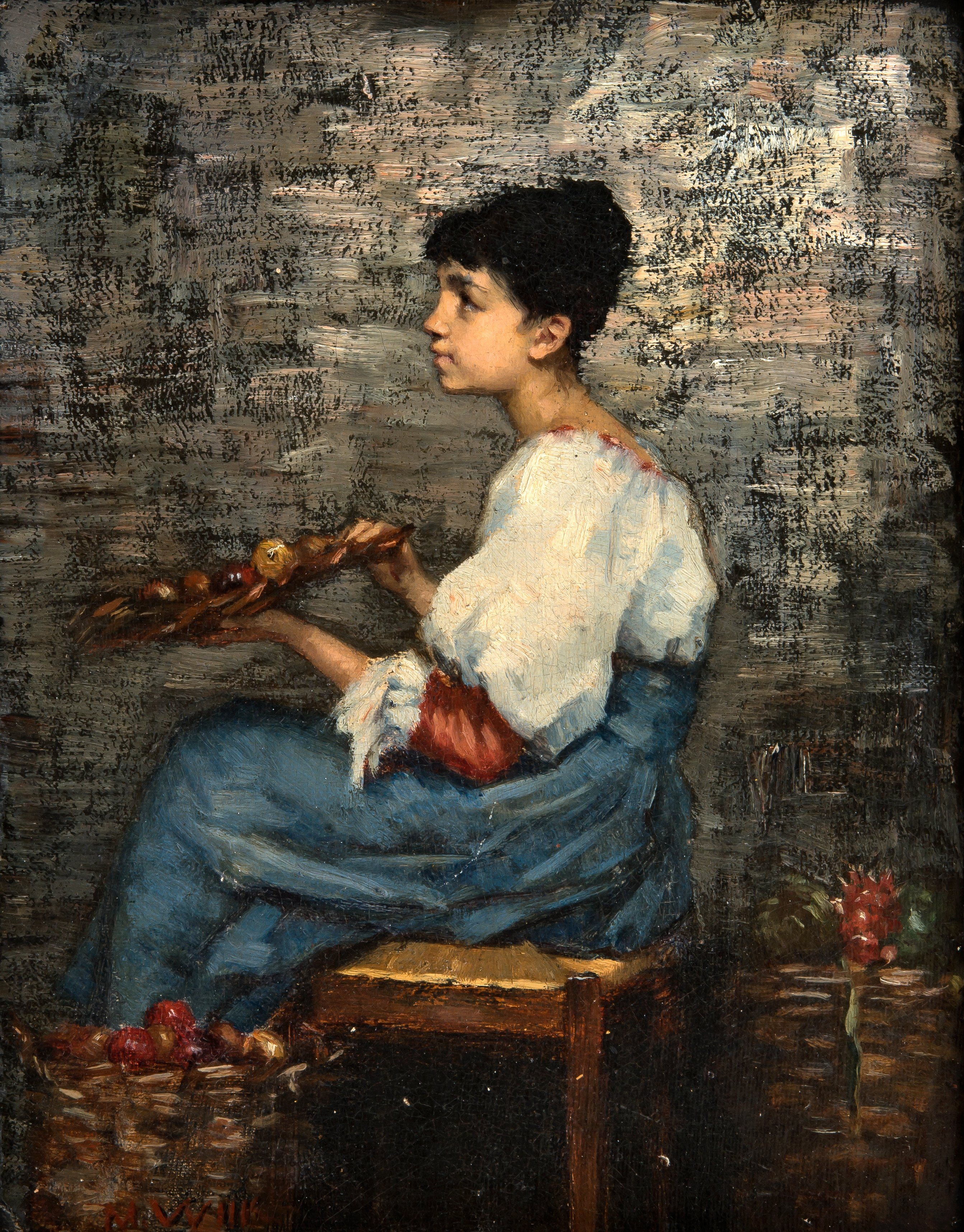
果物売り
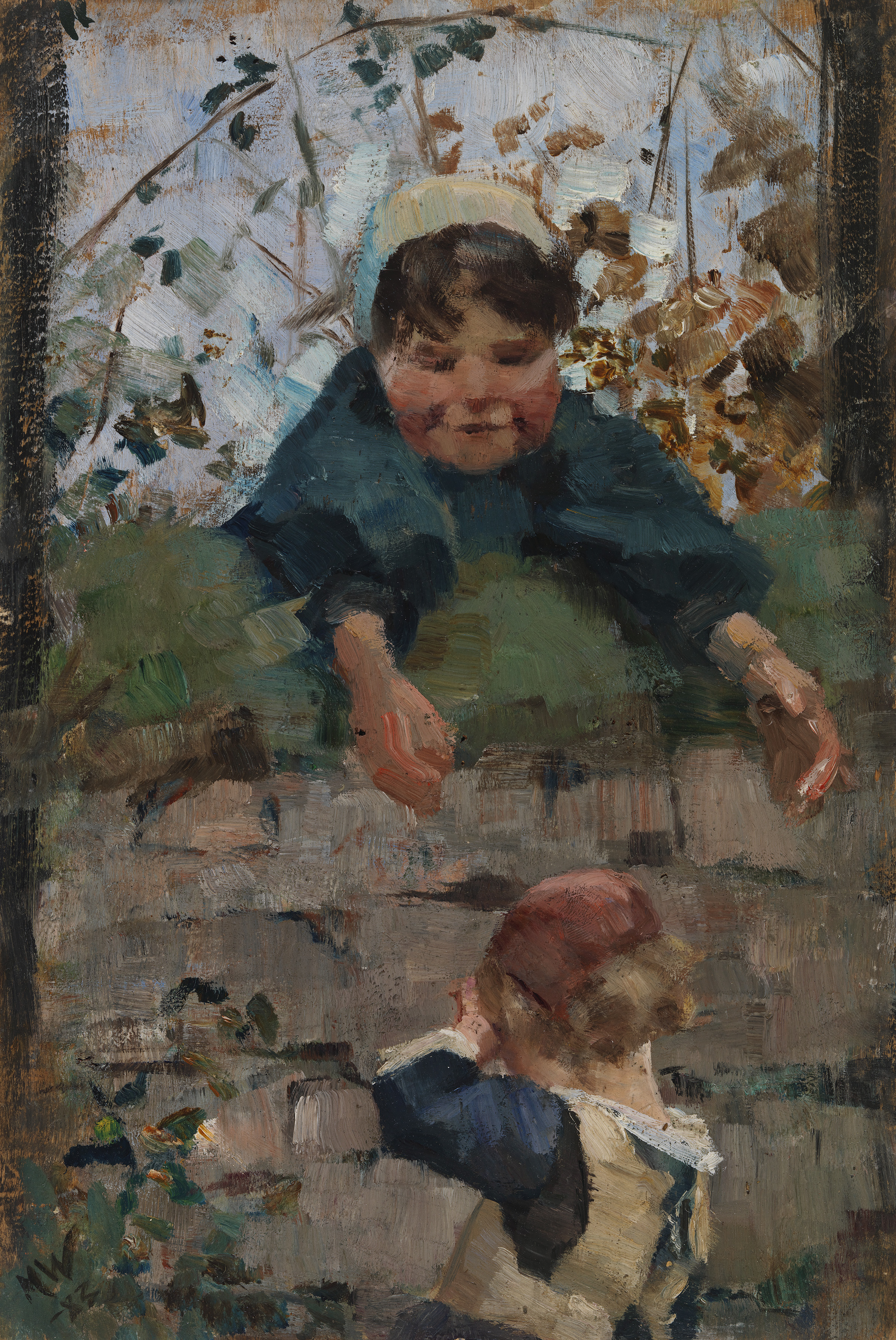
"Farewell, study for The Obstacle"(1883) フィンランド国立美術館
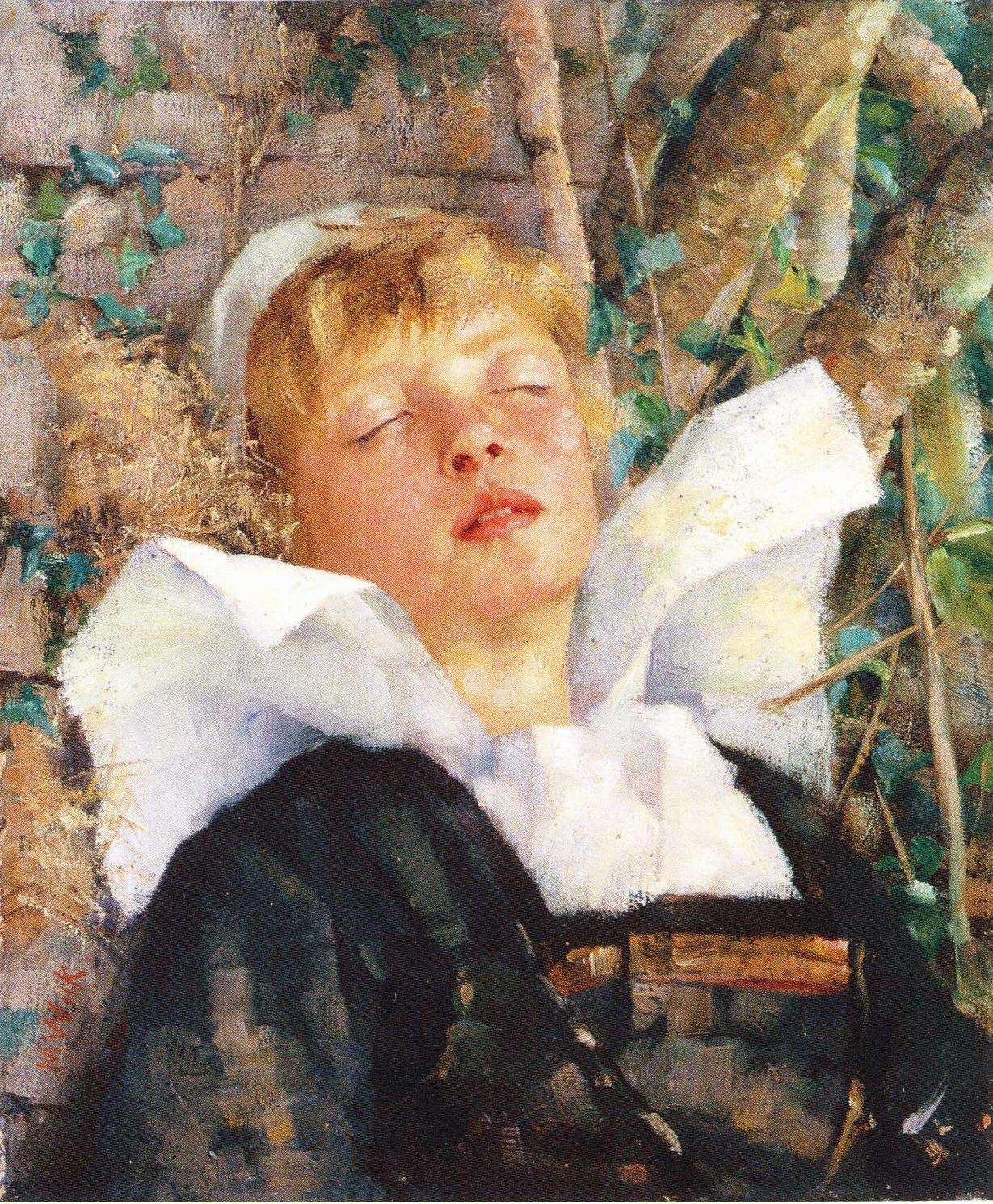
眠っているブルターニュの少女 (1883)　個人蔵
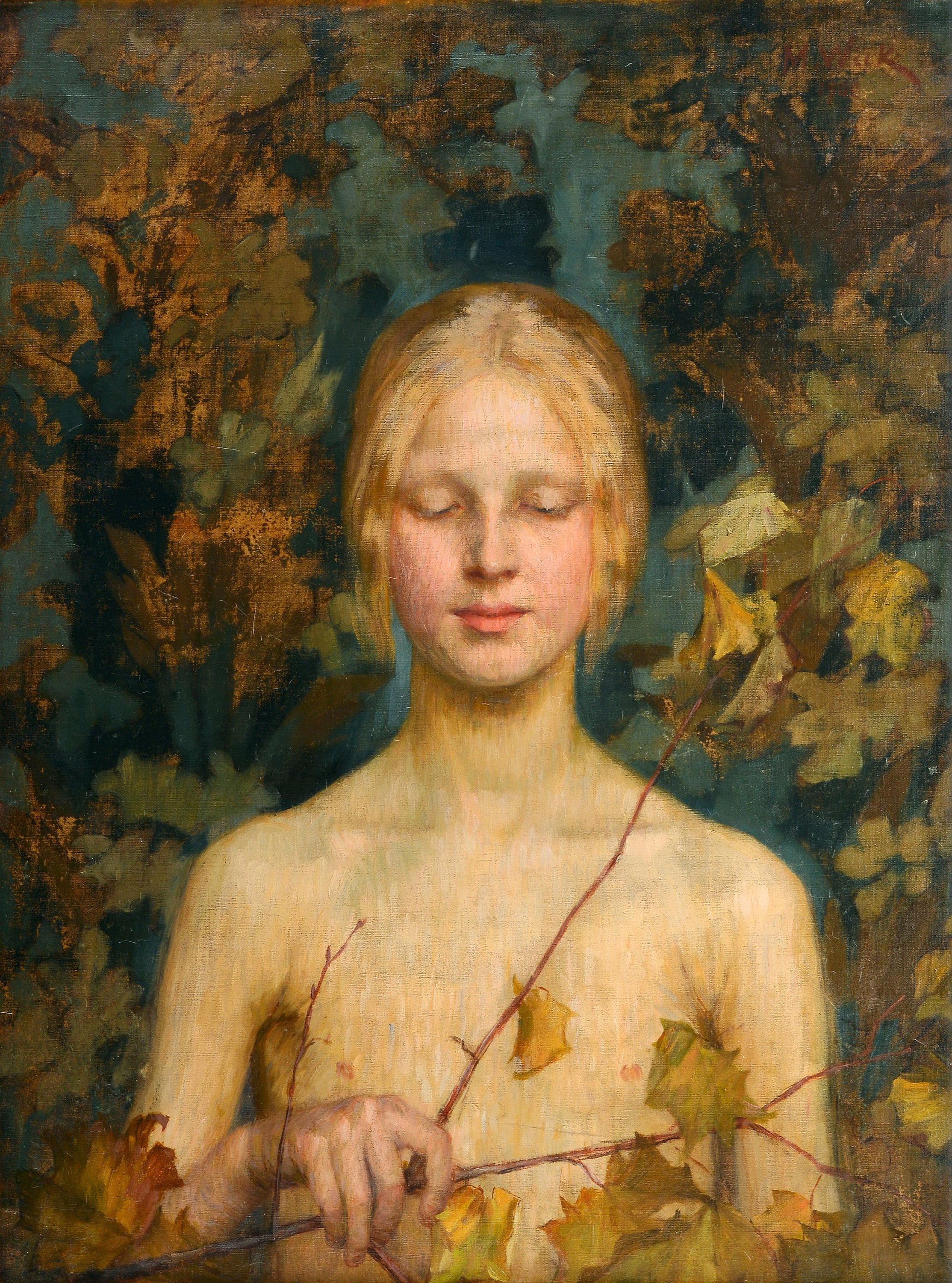
" Innocentia" (1900)　個人蔵
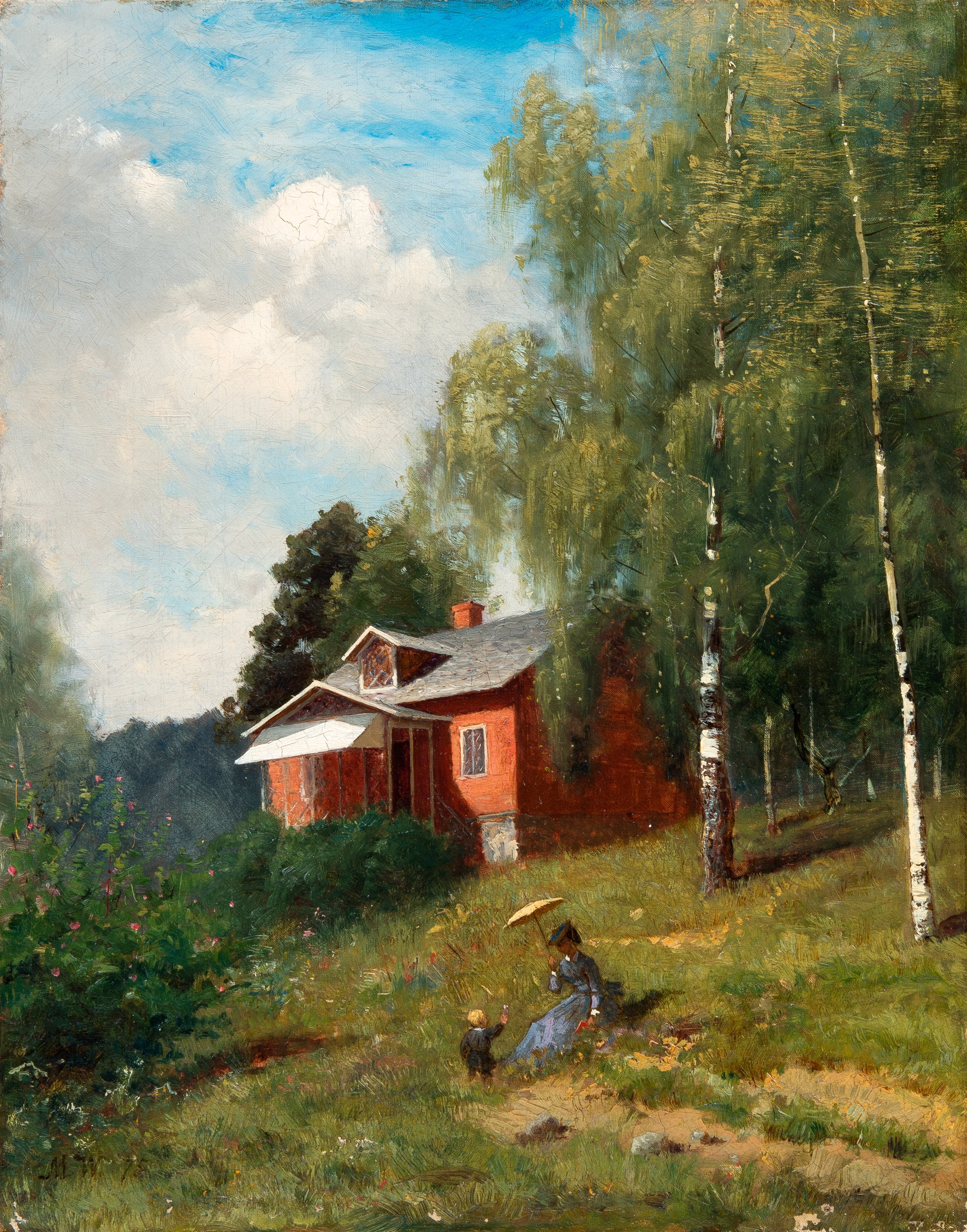
夏の牧歌 (1875)　個人蔵
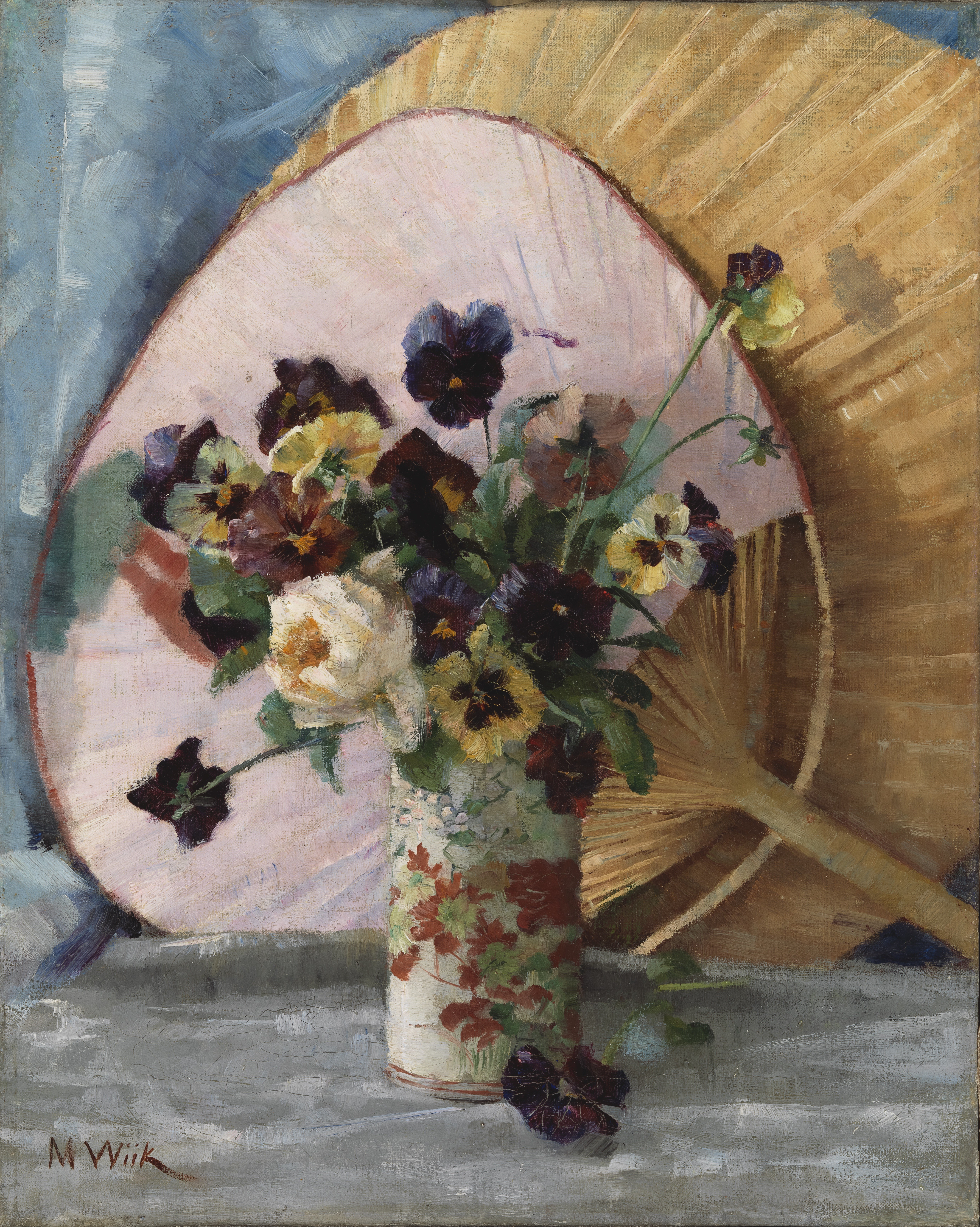
パンジーと日本の団扇 Gösta Serlachius Fine Arts Foundation